# Chrysotus xiaolongmensis
Chrysotus xiaolongmensis är en tvåvingeart som beskrevs av Wang och Yang 2006. Chrysotus xiaolongmensis ingår i släktet Chrysotus och familjen styltflugor. Inga underarter finns listade i Catalogue of Life.